# حالة توكاماك الثابتة
حالة توكاماك الثابتة (بالإنجليزي: (SST-1 (Steady State Tokamak)هو جهازحصر البلازما تجريبيا، موجود في معهد أبحاث البلازما – الهند , تصميمه مشابه لتصميم مفاعل توكاماك (مفاعل اندماجي ) وذو موصلية مغناطيسية فائقة .